# A magyar jégkorong-válogatott mérkőzései 2010-ben
A magyar férfi jégkorong-válogatott 2010-ben a IIHF Divízió I-es Világbajnokságon vett részt, Szlovéniában, ahol az együttes a második helyen végzett.

## Eredmények
Barátságos mérkőzés  
| 716. mérkőzés 2010. február 11. 19:00 (CET) | Magyarország                                                         | 8 – 1                         | Románia   | IceCenter Nézőszám: 1300 Játékvezetők: Kincses Haszonits |
| 716. mérkőzés 2010. február 11. 19:00 (CET) | Benk 5' 33' 49' Kiss 34' Magosi 45' Ennaffati 50' Kóger 52' Nagy 59' | (1:0, 3:0, 4:1) (Jegyzőkönyv) | Antal 57' | IceCenter Nézőszám: 1300 Játékvezetők: Kincses Haszonits |

Barátságos mérkőzés
| 717. mérkőzés 2010. április 10. 18:00 (CET) | Magyarország              | 2 – 3                         | Ausztria                     | Budapest, Papp László Sportaréna Nézőszám: 4800 Játékvezetők: Gebei Haszonits |
| 717. mérkőzés 2010. április 10. 18:00 (CET) | Horváth 14' Palkovics 32' | (1:1, 1:2, 0:0) (Jegyzőkönyv) | Pirmann 14' Schuller 25' 36' | Budapest, Papp László Sportaréna Nézőszám: 4800 Játékvezetők: Gebei Haszonits |

Barátságos mérkőzés
| 718. mérkőzés 2010. április 11. 16:30 (CET) | Magyarország            | 2 – 1                         | Norvégia   | Budapest, Papp László Sportaréna Nézőszám: 5600 Játékvezetők: Babic Kincses |
| 718. mérkőzés 2010. április 11. 16:30 (CET) | Ladányi 24' Peterdi 48' | (0:0, 1:1, 1:0) (Jegyzőkönyv) | Mostue 29' | Budapest, Papp László Sportaréna Nézőszám: 5600 Játékvezetők: Babic Kincses |

IIHF Divízió I-es Világbajnokság
| 719. mérkőzés 2010. április 17. 13:00 (CET) | Dél-Korea   | 2 – 4                         | Magyarország                               | Ljubljana Nézőszám: 510 Játékvezetők: Korosec Shabunevich |
| 719. mérkőzés 2010. április 17. 13:00 (CET) | Kim 21' 50' | (0:0, 1:3, 1:1) (Jegyzőkönyv) | Holéczy 24' Vas 29' Peterdi 32' Kovács 42' | Ljubljana Nézőszám: 510 Játékvezetők: Korosec Shabunevich |

IIHF Divízió I-es Világbajnokság
| 720. mérkőzés 2010. április 18. 16:30 (CET) | Magyarország                                            | 6 – 0           | Lengyelország | Ljubljana Nézőszám: 610 Játékvezetők: Korosec Lesnjak |
| 720. mérkőzés 2010. április 18. 16:30 (CET) | Sofron 9' Vas 11' 41' Sille 46' Horváth 46' Ladányi 58' | (2:0, 0:0, 4:0) |               | Ljubljana Nézőszám: 610 Játékvezetők: Korosec Lesnjak |

IIHF Divízió I-es Világbajnokság
| 721. mérkőzés 2010. április 20. 16:30 (CET) | Magyarország                                                             | 8 - 0           | Horvátország | Ljubljana Nézőszám: 1500 Játékvezetők: Nalivaiko |
| 721. mérkőzés 2010. április 20. 16:30 (CET) | Vas 4' Fekete 4' Peterdi 16' 25' 32' Ladányi 27' Svasznek 30' Magosi 34' | (3:0, 5:0, 0:0) |              | Ljubljana Nézőszám: 1500 Játékvezetők: Nalivaiko |

IIHF Divízió I-es Világbajnokság
| 722. mérkőzés 2010. április 21. 16:30 (CET) | Nagy-Britannia | 0 - 2           | Magyarország             | Ljubljana Nézőszám: 700 Játékvezetők: Trilar |
| 722. mérkőzés 2010. április 21. 16:30 (CET) |                | (0:0, 0:1, 0:1) | Fekete 31' Palkovics 46' | Ljubljana Nézőszám: 700 Játékvezetők: Trilar |

IIHF Divízió I-es Világbajnokság
| 723. mérkőzés 2010. április 21. 20:00 (CET) | Szlovénia                                | 4 - 1           | Magyarország | Ljubljana Nézőszám: 4000 Játékvezetők: Nalivako |
| 723. mérkőzés 2010. április 21. 20:00 (CET) | Ticar 1' Krajnc 38' Ticar 47' Mursak 53' | (1:1, 1:0, 2:0) | Vas 9'       | Ljubljana Nézőszám: 4000 Játékvezetők: Nalivako |

Telenor Hoki Kupa
| 724. mérkőzés 2010. november 12. 19:15 (CET) | Magyarország           | 2 – 4           | Japán                                            | Székesfehérvár Nézőszám: 2200 Játékvezetők: Fussi |
| 724. mérkőzés 2010. november 12. 19:15 (CET) | Ladányi 21' Sofron 38' | (0:1, 2:2, 0:1) | Sakagami 20' Kuji 23' Nishiwaki 40' Sakagami 50' | Székesfehérvár Nézőszám: 2200 Játékvezetők: Fussi |

Telenor Hoki Kupa
| 725. mérkőzés 2010. november 13. 17:30 (CET) | Magyarország                                          | 5 – 2           | Franciaország                       | Székesfehérvár Nézőszám: 3200 Játékvezetők: Fussi |
| 725. mérkőzés 2010. november 13. 17:30 (CET) | Fekete 8' Magosi 16' Sofron 28' Hegyi 31' Ladányi 34' | (2:2, 3:0, 0:0) | Hecquefeuille 14' Hecquefeuille 17' | Székesfehérvár Nézőszám: 3200 Játékvezetők: Fussi |

Telenor Hoki Kupa
| 726. mérkőzés 2010. november 14. 16:00 (CET) | Magyarország | 1 – 3           | Ausztria                     | Székesfehérvár Nézőszám: 3400 Játékvezetők: Bergamelli |
| 726. mérkőzés 2010. november 14. 16:00 (CET) | Ladányi 14'  | (1:2, 0:0, 0:1) | Oraze 4' Rotter 7' Oraze 48' | Székesfehérvár Nézőszám: 3400 Játékvezetők: Bergamelli |

Euro Ice Hockey Challenge Torna
| 727. mérkőzés 2010. december 16. 19:15 (CET) | Magyarország | 0 – 2           | Szlovénia            | Jesenice Játékvezetők: Dremelj Kamsek |
| 727. mérkőzés 2010. december 16. 19:15 (CET) |              | (0:1, 0:0, 0:1) | Golicic 5' Sivic 60' | Jesenice Játékvezetők: Dremelj Kamsek |

Euro Ice Hockey Challenge Torna
| 728. mérkőzés 2010. december 17. 15:30 (CET) | Ausztria                       | 3 – 2           | Magyarország   | Jesenice Játékvezetők: Tschebul Kamsek |
| 728. mérkőzés 2010. december 17. 15:30 (CET) | Oraze 6' Raffl 17' Reichel 25' | (2:0, 1:0, 0:2) | Sofron 54' 59' | Jesenice Játékvezetők: Tschebul Kamsek |

Euro Ice Hockey Challenge Torna
| 729. mérkőzés 2010. december 18. 15:30 (CET) | Norvégia    | 1 – 2           | Magyarország            | Jesenice |
| 729. mérkőzés 2010. december 18. 15:30 (CET) | Roymark 60' | (0:0, 0:1, 1:1) | Galanisz 40' Kovács 49' | Jesenice |